# Ben Wallace (basketballer)
Bearl James (Ben) Wallace (White Hall, 10 september 1974) is een Amerikaans voormalig profbasketballer.

## Carrière
Wallace speelde collegebasketbal voor de Cuyahoga CC Challengers van 1992 tot 1994 en daarna van 1994 tot 1996 voor de Virginia Union Panthers. Hij werd niet gekozen in de NBA draft van 1996 en tekende daarop bij het Italiaanse Pallacanestro Viola maar speelde maar een bekerwedstrijd voor die club. Hij tekende daarna bij de Washington Bullets. Hij werd in augustus 1999 samen met Terry Davis, Tim Legler en Jeff McInnis geruild naar de Orlando Magic voor Isaac Austin. Hij speelde een seizoen voor de Magic en in augustus 2000 werd hij samen met Chucky Atkins geruild naar de Detroit Pistons voor Grant Hill.
Met de Pistons werd hij kampioen in 2004. In 2006 tekende hij als vrije speler bij de Chicago Bulls. In februari 2008 werd hij geruild naar de Cleveland Cavaliers in een ruil waarbij ook de Seattle SuperSonics betrokken waren. Volgende spelers waren ook bij de ruil: Joe Smith, Adrian Griffin, Shannon Brown, Drew Gooden, Larry Hughes, Cedric Simmons, Donyell Marshall, Ira Newble, Wally Szczerbiak en Delonte West. En seizoen later in juni 2009 werd hij opnieuw geruild ditmaal naar de Phoenix Suns samen met Sasha Pavlović, een geldsom en draftpick voor Shaquille O'Neal. Een maand later werd zijn contract ontbonden en tekende hij als vrije speler bij de Detroit Pistons. Na het seizoen 2011/12 stopte hij met spelen.

## Erelijst
- NBA-kampioen: 2004
- NBA All-Star: 2003, 2004, 2005, 2006
- All-NBA Second Team: 2003, 2004, 2006
- All-NBA Third Team: 2002, 2005
- NBA Defensive Player of the Year: 2002, 2003, 2005, 2006
- NBA All-Defensive First Team: 2002, 2003, 2004, 2005, 2006
- NBA All-Defensive First Team: 2007
- Nummer 3 teruggetrokken door de Detroit Pistons
- Nummer 4 teruggetrokken door de Cuyahoga CC Challengers
- Basketball Hall of Fame: 2021
- VUU's Athletic Hall of Fame: 2009[8]
- CIAA Hall of Fame: 2015[8]
- Virginia Athletic Hall of Fame: 2015[8]

## Statistieken

### Regulier seizoen
| Seizoen      | Team                | WG    | WS  | MPW  | 2P%  | 3P%  | FW%  | RPW  | APW | SPW | BPW | PPW |
| ------------ | ------------------- | ----- | --- | ---- | ---- | ---- | ---- | ---- | --- | --- | --- | --- |
| 1996/97      | Washington Bullets  | 34    | 0   | 5,8  | 34,8 | —    | 30,0 | 1,7  | 0,1 | 0,2 | 0,3 | 1,1 |
| 1997/98      | Washington Wizards  | 67    | 16  | 16,8 | 51,8 | —    | 35,7 | 4,8  | 0,3 | 0,9 | 1,1 | 3,1 |
| 1998/99      | Washington Wizards  | 46    | 16  | 26,8 | 57,8 | —    | 35,6 | 8,3  | 0,4 | 1,1 | 2,0 | 6,0 |
| 1999/00      | Orlando Magic       | 81    | 81  | 24,2 | 50,3 | —    | 47,4 | 8,2  | 0,8 | 0,9 | 1,6 | 4,8 |
| 2000/01      | Detroit Pistons     | 80    | 79  | 34,5 | 49,0 | 25,0 | 33,6 | 13,2 | 1,5 | 1,3 | 2,3 | 6,4 |
| 2001/02      | Detroit Pistons     | 80    | 80  | 36,5 | 53,1 | 0,0  | 42,3 | 13,0 | 1,4 | 1,7 | 3,5 | 7,6 |
| 2002/03      | Detroit Pistons     | 73    | 73  | 39,4 | 48,1 | 16,7 | 45,0 | 15,4 | 1,6 | 1,4 | 3,2 | 6,9 |
| 2003/04      | Detroit Pistons     | 81    | 81  | 37,7 | 42,1 | 12,5 | 49,0 | 12,4 | 1,7 | 1,8 | 3,0 | 9,5 |
| 2004/05      | Detroit Pistons     | 74    | 74  | 36,1 | 45,3 | 11,1 | 42,8 | 12,2 | 1,7 | 1,4 | 2,4 | 9,7 |
| 2005/06      | Detroit Pistons     | 82    | 82  | 35,2 | 51,0 | 0,0  | 41,6 | 11,3 | 1,9 | 1,8 | 2,2 | 7,3 |
| 2006/07      | Chicago Bulls       | 77    | 77  | 35,0 | 45,3 | 20,0 | 40,8 | 10,7 | 2,4 | 1,4 | 2,0 | 6,4 |
| 2007/08      | Chicago Bulls       | 50    | 50  | 32,5 | 37,3 | 0,0  | 42,4 | 8,8  | 1,8 | 1,4 | 1,6 | 5,1 |
| 2007/08      | Cleveland Cavaliers | 22    | 22  | 26,3 | 45,7 | —    | 43,2 | 7,4  | 0,6 | 0,9 | 1,7 | 4,2 |
| 2008/09      | Cleveland Cavaliers | 56    | 53  | 23,5 | 44,5 | —    | 42,2 | 6,5  | 0,8 | 0,9 | 1,3 | 2,9 |
| 2009/10      | Detroit Pistons     | 69    | 67  | 28,6 | 54,1 | 0,0  | 40,6 | 8,7  | 1,5 | 1,2 | 1,2 | 5,5 |
| 2010/11      | Detroit Pistons     | 54    | 49  | 22,9 | 45,0 | 50,0 | 33,3 | 6,5  | 1,3 | 1,0 | 1,0 | 2,9 |
| 2011/12      | Detroit Pistons     | 62    | 11  | 15,8 | 39,5 | 25,0 | 34,0 | 4,3  | 0,7 | 0,8 | 0,8 | 1,4 |
| Carrière     | Carrière            | 1.088 | 912 | 29,5 | 47,4 | 13,7 | 41,4 | 9,6  | 1,3 | 1,3 | 2,0 | 5,7 |
| NBA All-Star | NBA All-Star        | 4     | 2   | 21,5 | 40,0 | 0,0  | 0,0  | 7,0  | 0,5 | 2,0 | 1,2 | 3,0 |

### Play-offs
| Seizoen  | Team                | WG  | WS  | MPW  | 2P%  | 3P% | FW%  | RPW  | APW | SPW | BPW | PPW  |
| -------- | ------------------- | --- | --- | ---- | ---- | --- | ---- | ---- | --- | --- | --- | ---- |
| 2001/02  | Detroit Pistons     | 10  | 10  | 40,8 | 47,5 | —   | 43,6 | 16,1 | 1,2 | 1,9 | 2,6 | 7,3  |
| 2002/03  | Detroit Pistons     | 17  | 17  | 42,5 | 48,6 | 0,0 | 44,6 | 16,3 | 1,6 | 2,5 | 3,1 | 8,9  |
| 2003/04  | Detroit Pistons     | 23  | 23  | 40,2 | 45,4 | 0,0 | 42,7 | 14,3 | 1,9 | 1,9 | 2,4 | 10,3 |
| 2004/05  | Detroit Pistons     | 25  | 25  | 39,2 | 48,1 | 0,0 | 46,1 | 11,3 | 1,0 | 1,7 | 2,4 | 10,0 |
| 2005/06  | Detroit Pistons     | 18  | 18  | 35,7 | 46,5 | 0,0 | 27,3 | 10,5 | 1,7 | 1,3 | 1,2 | 4,7  |
| 2006/07  | Chicago Bulls       | 10  | 10  | 36,9 | 56,6 | 0,0 | 50,0 | 9,5  | 1,4 | 1,5 | 1,7 | 8,7  |
| 2007/08  | Cleveland Cavaliers | 13  | 13  | 23,4 | 51,5 | —   | 35,0 | 6,5  | 1,2 | 0,6 | 1,1 | 3,2  |
| 2008/09  | Cleveland Cavaliers | 14  | 0   | 12,6 | 61,5 | —   | 0,0  | 2,7  | 0,3 | 0,3 | 0,3 | 1,1  |
| Carrière | Carrière            | 130 | 116 | 34,8 | 48,2 | 0,0 | 41,8 | 11,2 | 1,3 | 1,5 | 1,9 | 7,2  |

1 Billups · 
3 B. Wallace · 
7 James · 
8 Ham · 
10 Hunter · 
13 Okur · 
22 Prince · 
31 Miličić · 
32 Hamilton · 
34 Williamson · 
36 R. Wallace · 
41 Campbell · 
Coach Brown